# عقد 1740
عقد 1740 هو عقد امتد بين 1 يناير 1740 و31 ديسمبر 1749 بحسب التقويم الميلادي. سبقه عقد 1730 ولحقه عقد 1750.

## أحداث
- معركة بورت لا جوي (1746)
- صلح توركو (1743)
- معركة كلودين (1746)

## مواليد
- يوهان أندرياس موراي (1740)
- أرماند غاستون كاموس (1740)
- كارل روبرت (1740)
- آنا سترونج (1740)
- جوهان شويب (1740)
- بيتر بوند (1740)
- غابرييل غروبر (1740)
- هوراس-بنديكت دي سوسير (1740)
- سوفي أرنولد (1740)
- جون سوليفان (1740)

## وفيات
- فرانسواز بريفوست (1741)
- ماريا آنا من نويبورغ (1740)
- أنطونيو لوت (1740)
- كليمنت الثاني عشر (1740)

## كتب
- Yves Denis Papin (1998). Chronologie de l'histoire ancienne. Lieu de publication non identifié: Éditions Jean-paul Gisserot. ISBN:2-87747-346-5. OCLC:40746926. مؤرشف من الأصل في 2022-03-16.
- موسوعة حضارة العالم (2002) لأحمد محمد عوف.

## روابط خارجية
- تصفح سنة بسنة عقد 1740 على موقع onthisday.com
- تصفح سنة بسنة عقد 1740 ابتداءً من سنة عقد 1740 على موقع المكتبة الوطنية الفرنسية